# Araeonematidae
De Araeonematidae zijn een familie van uitgestorven weekdieren uit de klasse van de Gastropoda (slakken). Exemplaren van deze familie zijn slechts als fossiel bekend.

## Geslacht
- † Araeonema Knight, 1933
- † Yunnania Mansuy, 1912